# Sisimiut (film)
Sisimiut er en dokumentarfilm fra 1966 instrueret af Jørgen Roos efter manuskript af Palle Koch.

## Handling
Sisimiut er det grønlandske navn for byen Holsteinsborg, som her anvendes som synlig repræsentant for den indgribende omskabelse af det grønlandske samfund i denne periode. Filmen beskriver det kultursammenstød Grønland har været skueplads for - mødet mellem den danske industrielle teknik og den grønlandske fangerkultur.